# آلین شاریگو
آلین شاریگو (فرانسوی: Aline Charigot‎؛ ‏ ۲۳ مهٔ ۱۸۵۹ – ۲۷ ژوئن ۱۹۱۵) مدل نقاشی‌های پیر اگوست رنوآر بود که بعدها همسر وی شد. وی پس از ازدواج نیز به کار مدلینگ نقاشی ادامه داد و پس از بیماری و ناتوانی همسرش به مراقبت از او پرداخت. تصاویر او در بسیاری از کارهای رنوآر دیده می‌شود از جمله تابلوی ناهار قایقرانان (زنی که در سمت چپ تصویر است و سگی را نوازش می‌کند). پیر رنوآر و ژان رنوآر از فرزندان او هستند. آلین شاریگو چهار سال پیش از مرگ همسر سالخورده‌اش و در سن ۵۶ سالگی درگذشت.

## نگارخانه

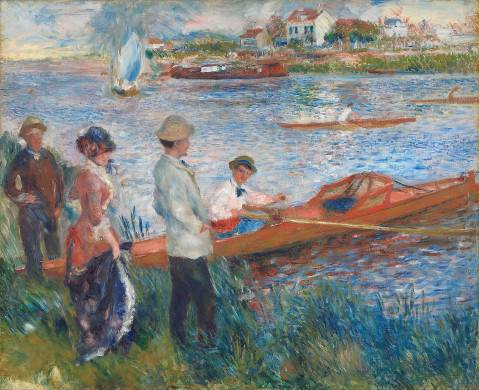
پاروزن‌ها در شتو، ۱۸۷۹
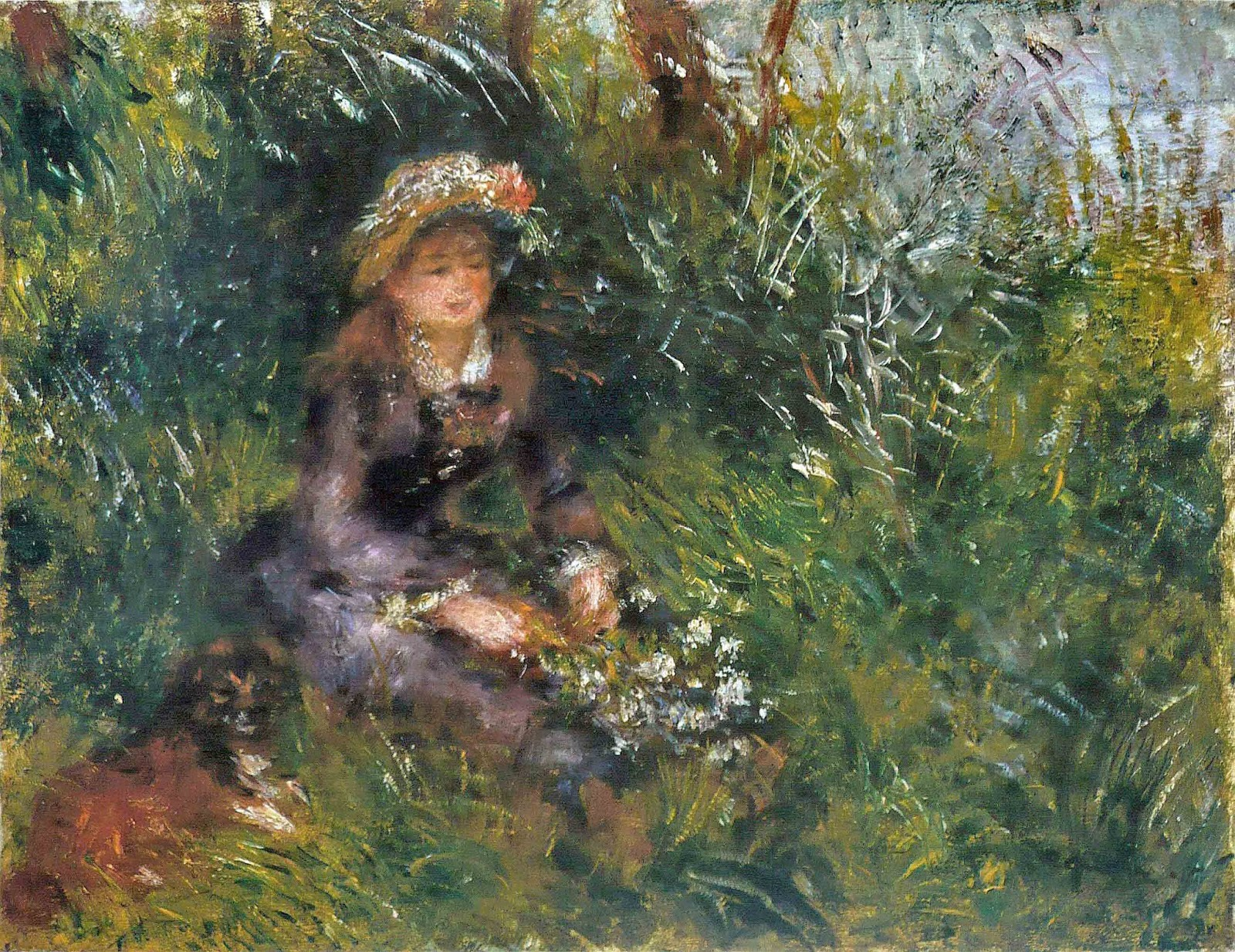
بانو رنوآر با یک سگ، ۱۸۸۰
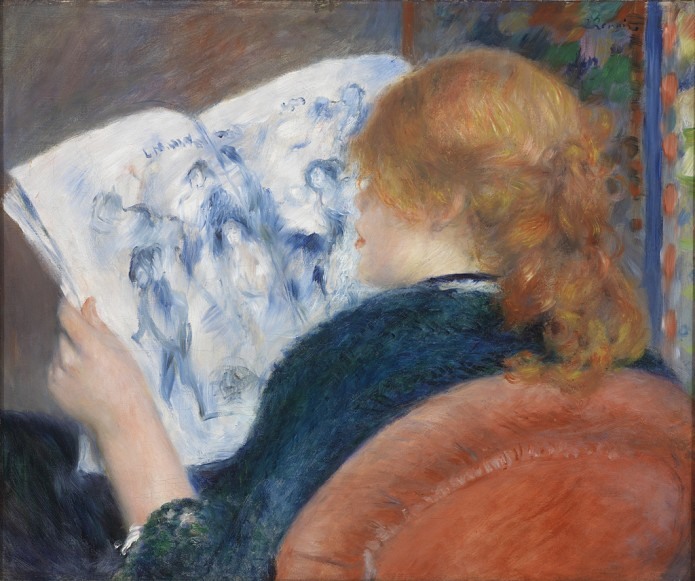
زن جوان در حال خواندن یک نشریهٔ مصور، ۱۸۸۰
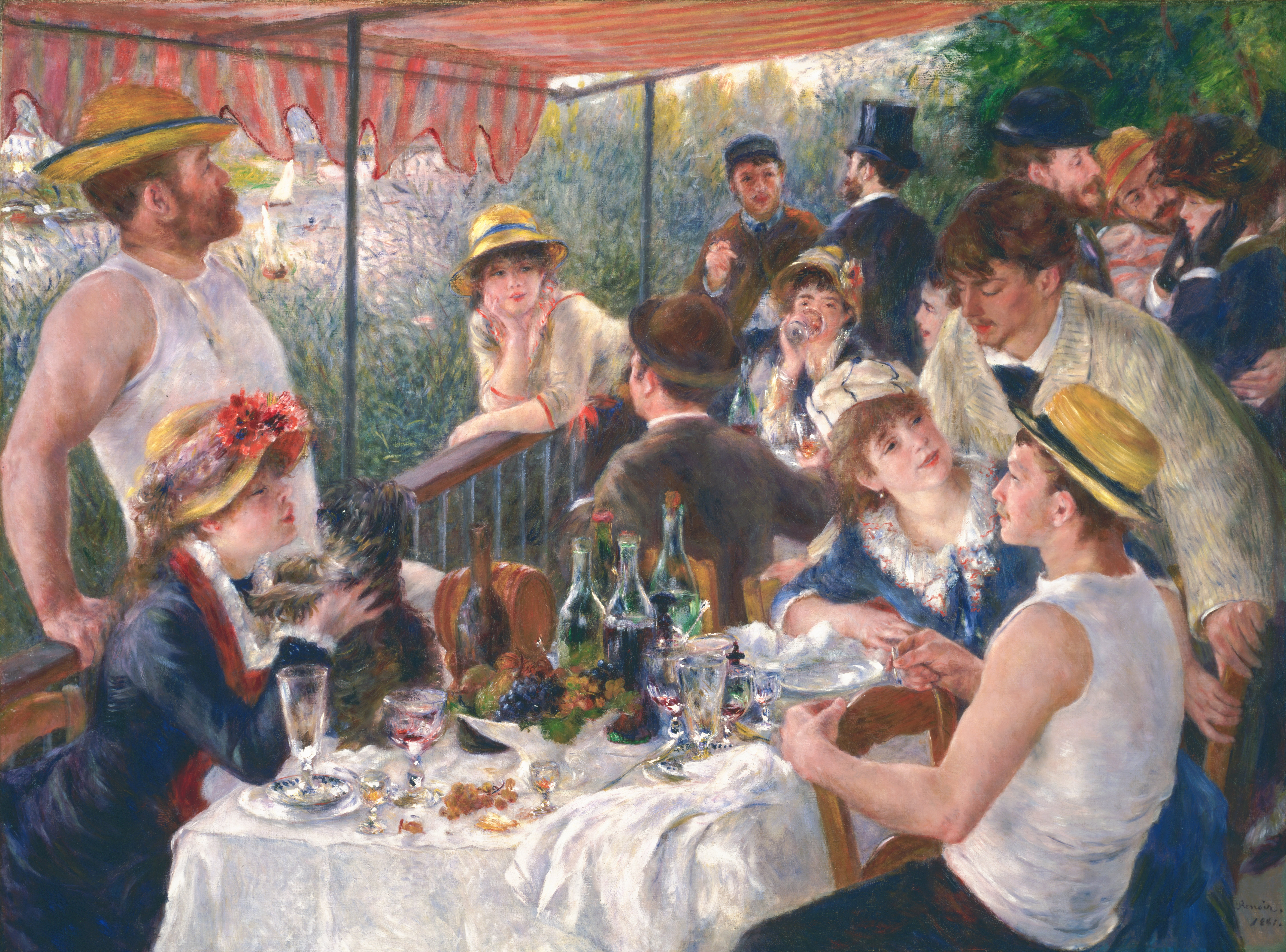
ناهار قایقرانان، ۱۸۸۰–۱۸۸۱
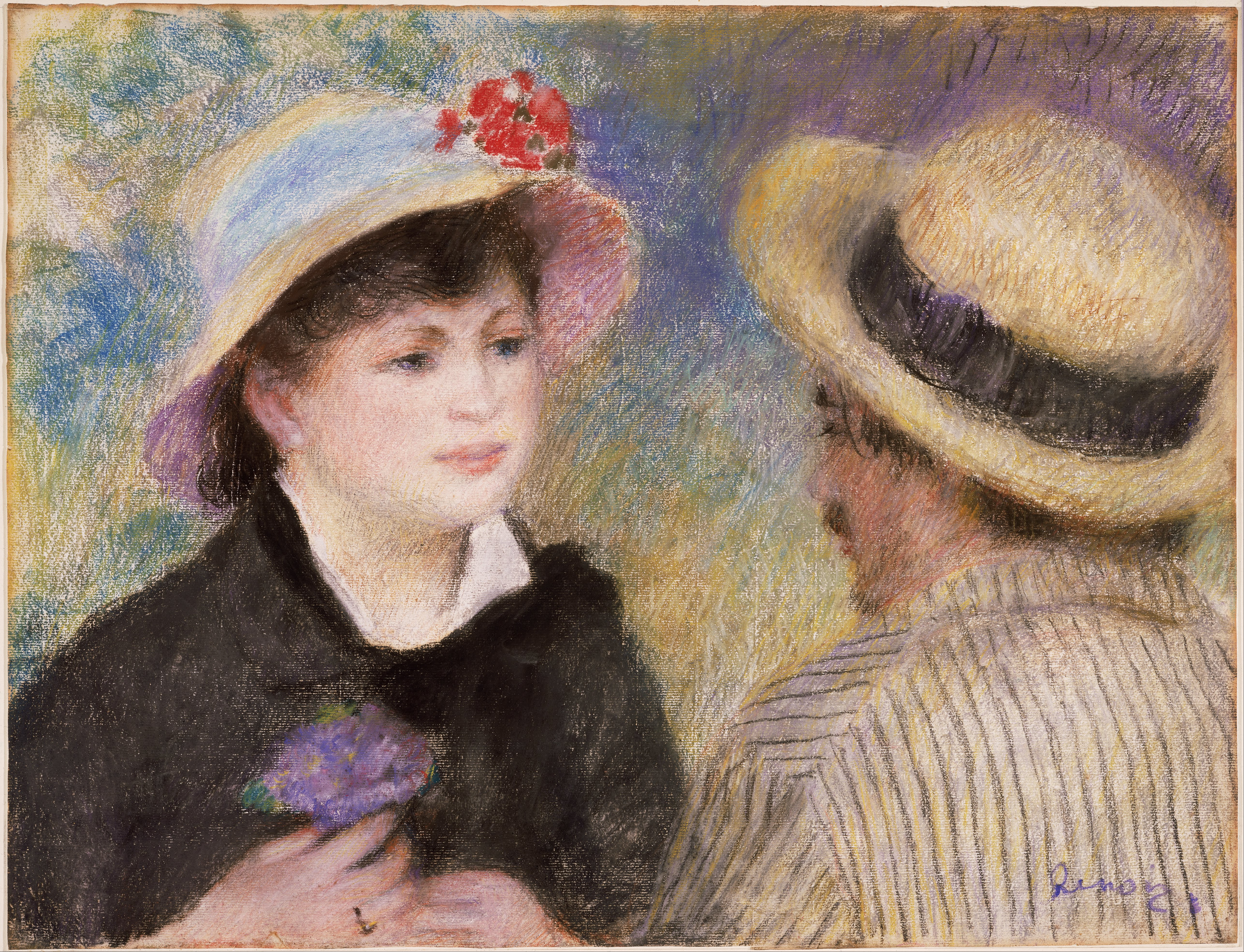
زوج قایقران، ۱۸۸۱[۵] با نام آلین شاریگو و رنوآر هم شناخته می‌شود.
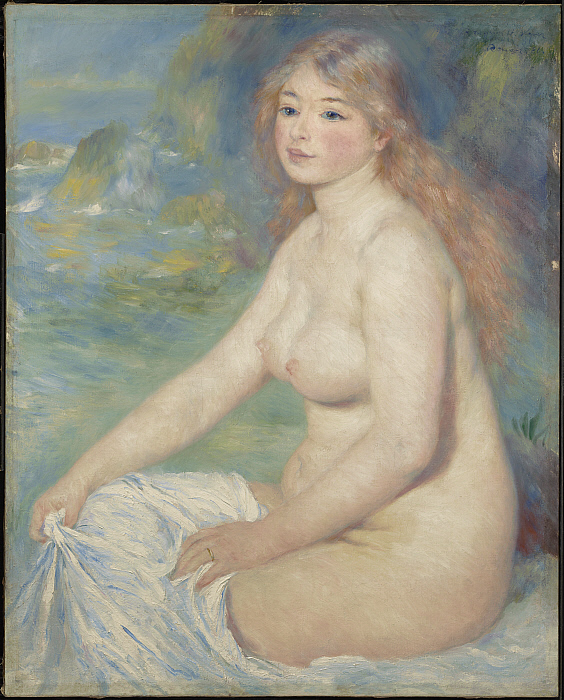
تن‌شوی موطلایی، ۱۸۸۱
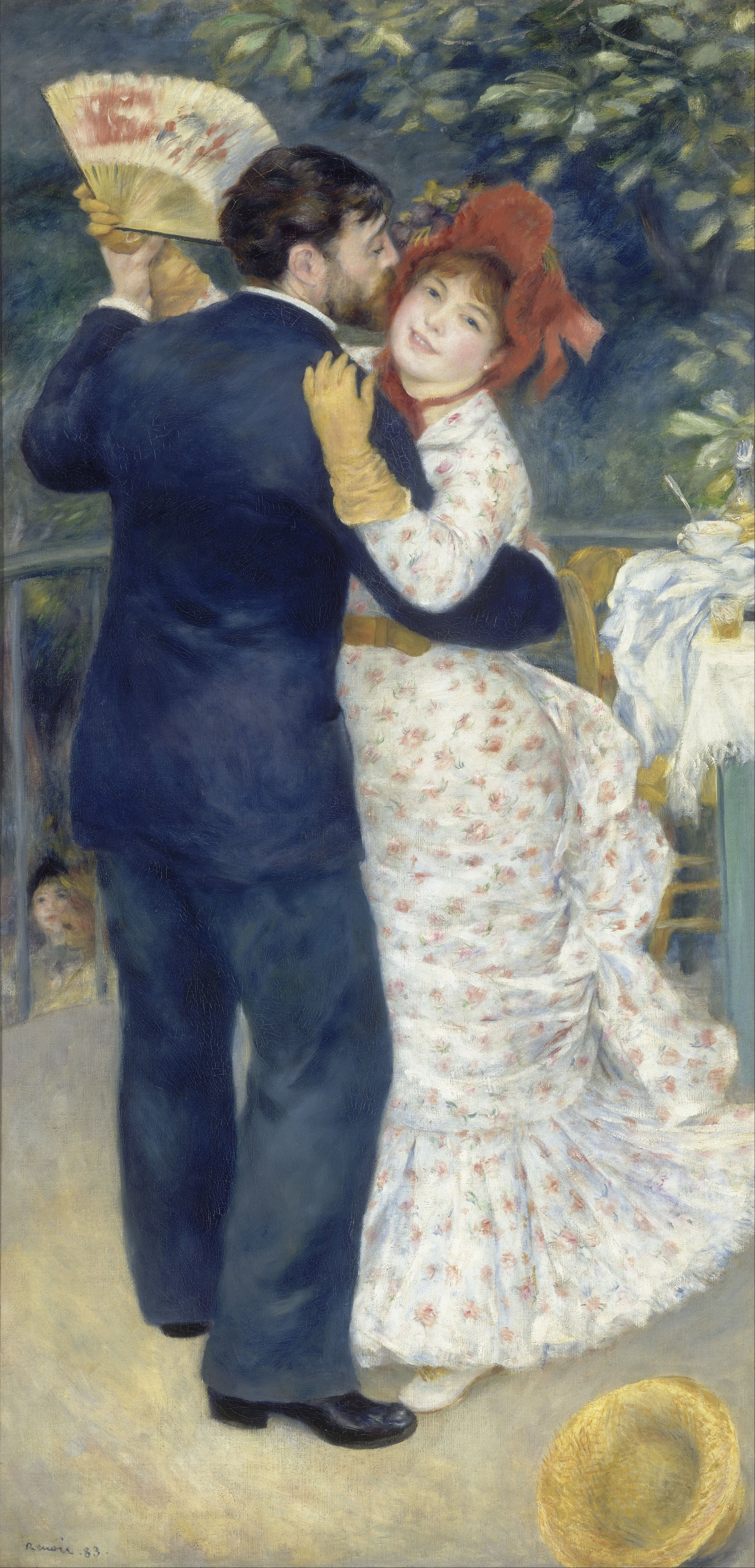
رقص در خارج شهر، ۱۸۸۳[۷] سوزان والادون مدل تابلوی رقص در شهر بود.
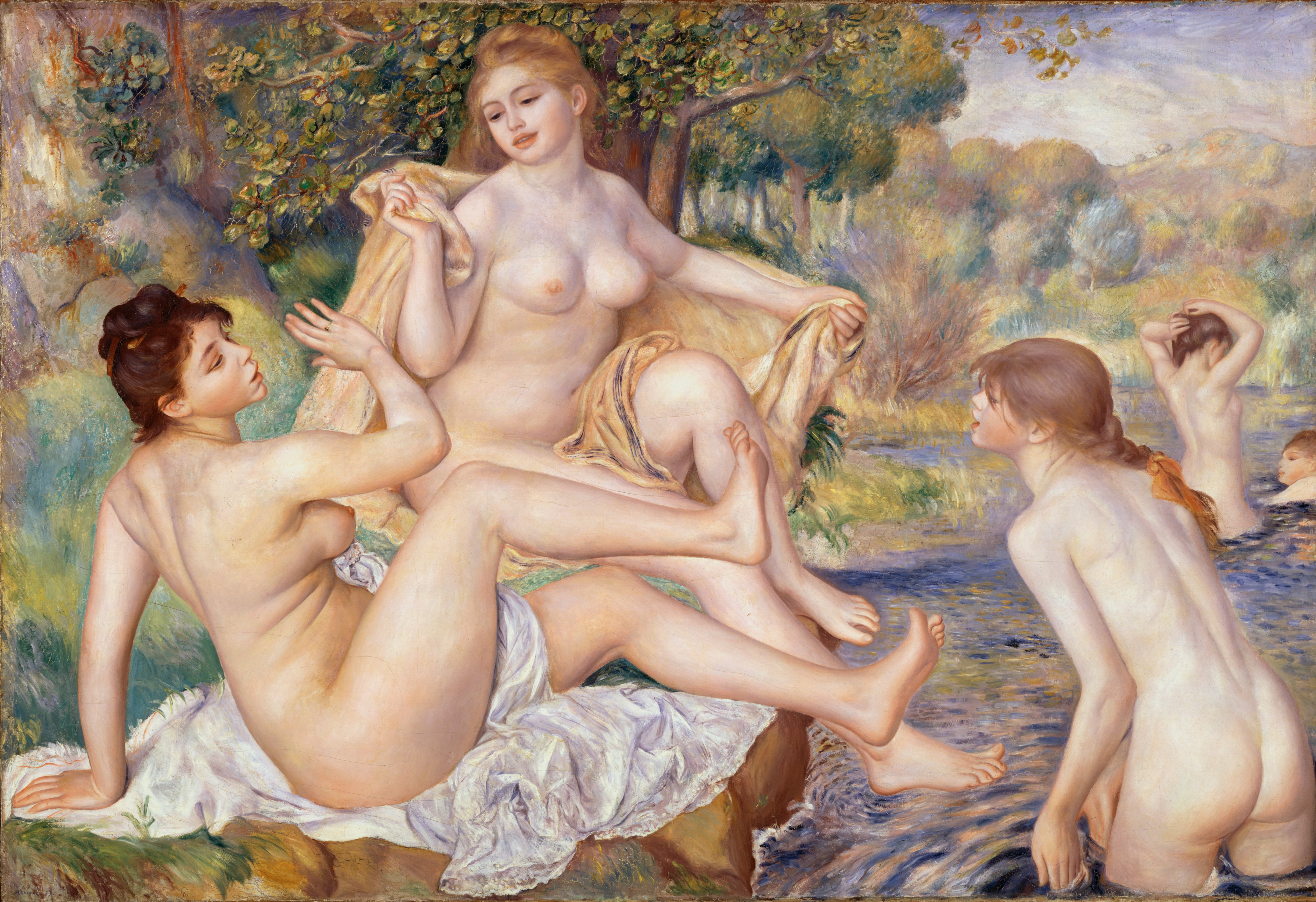
تن‌شویان بزرگ، ۱۸۸۴–۱۸۸۷[۸] آلین در وسط تصویر دیده می‌شود.
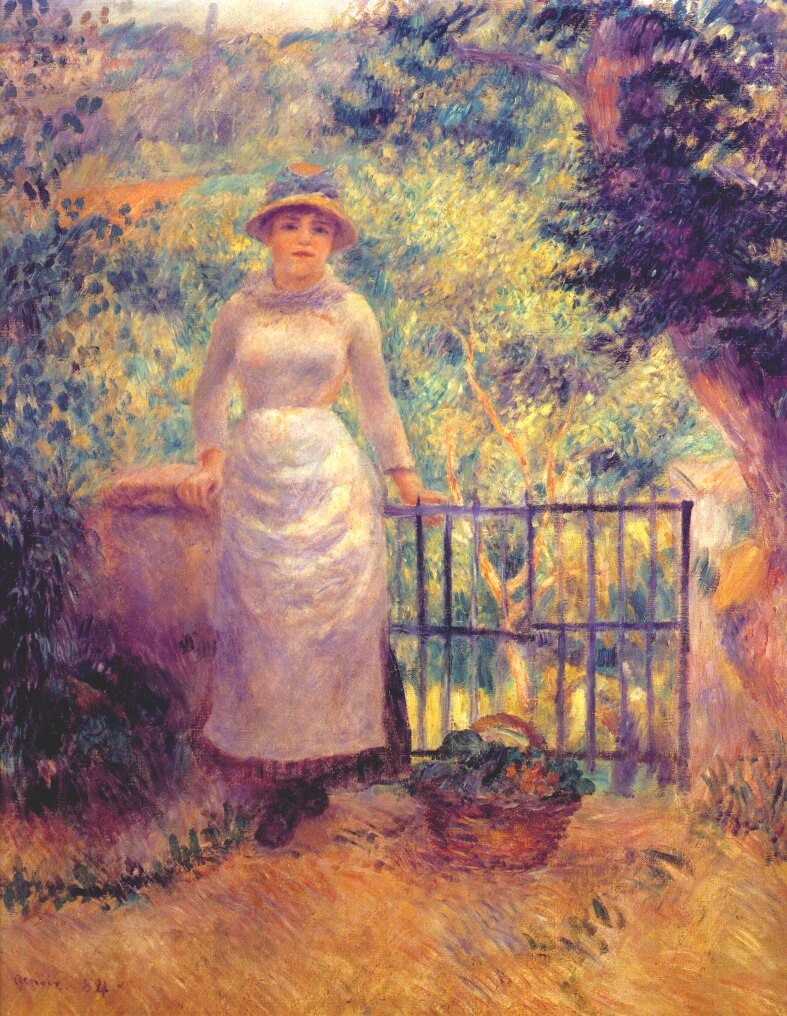
آلین در دروازه یا دختری در باغ، ۱۸۸۴
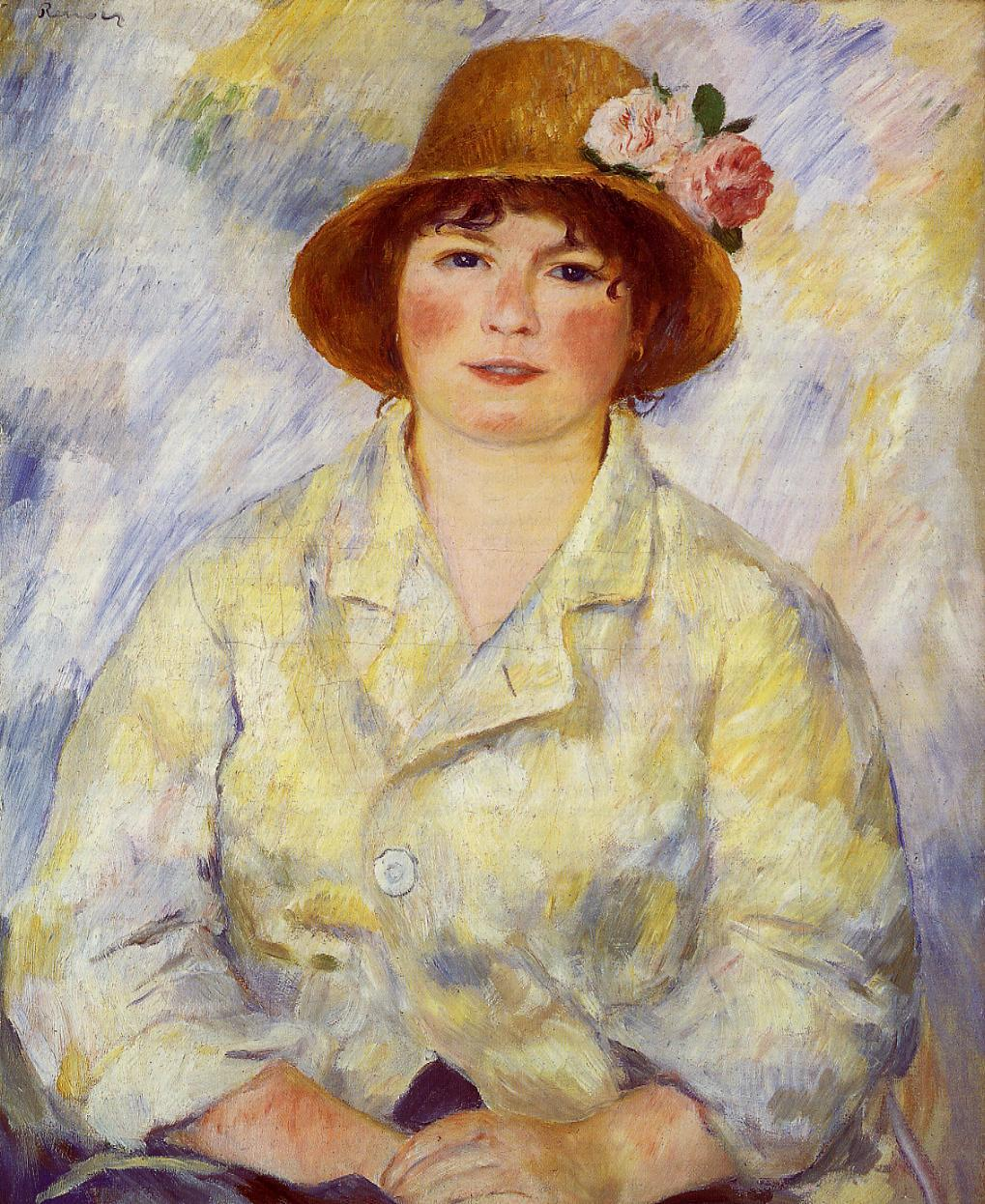
پرترهٔ بانو رنوآر، ۱۸۸۵
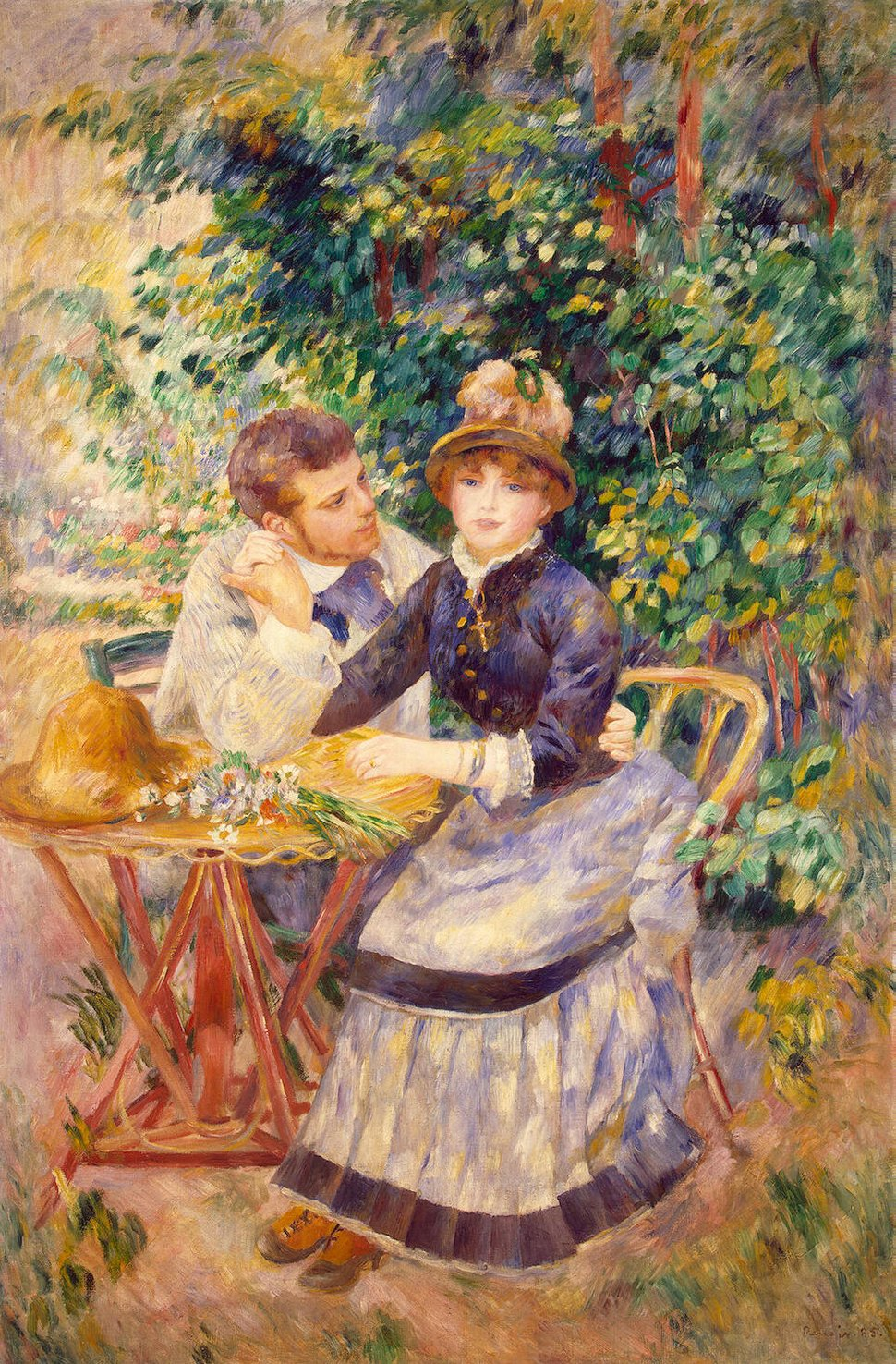
در باغ، ۱۸۸۵
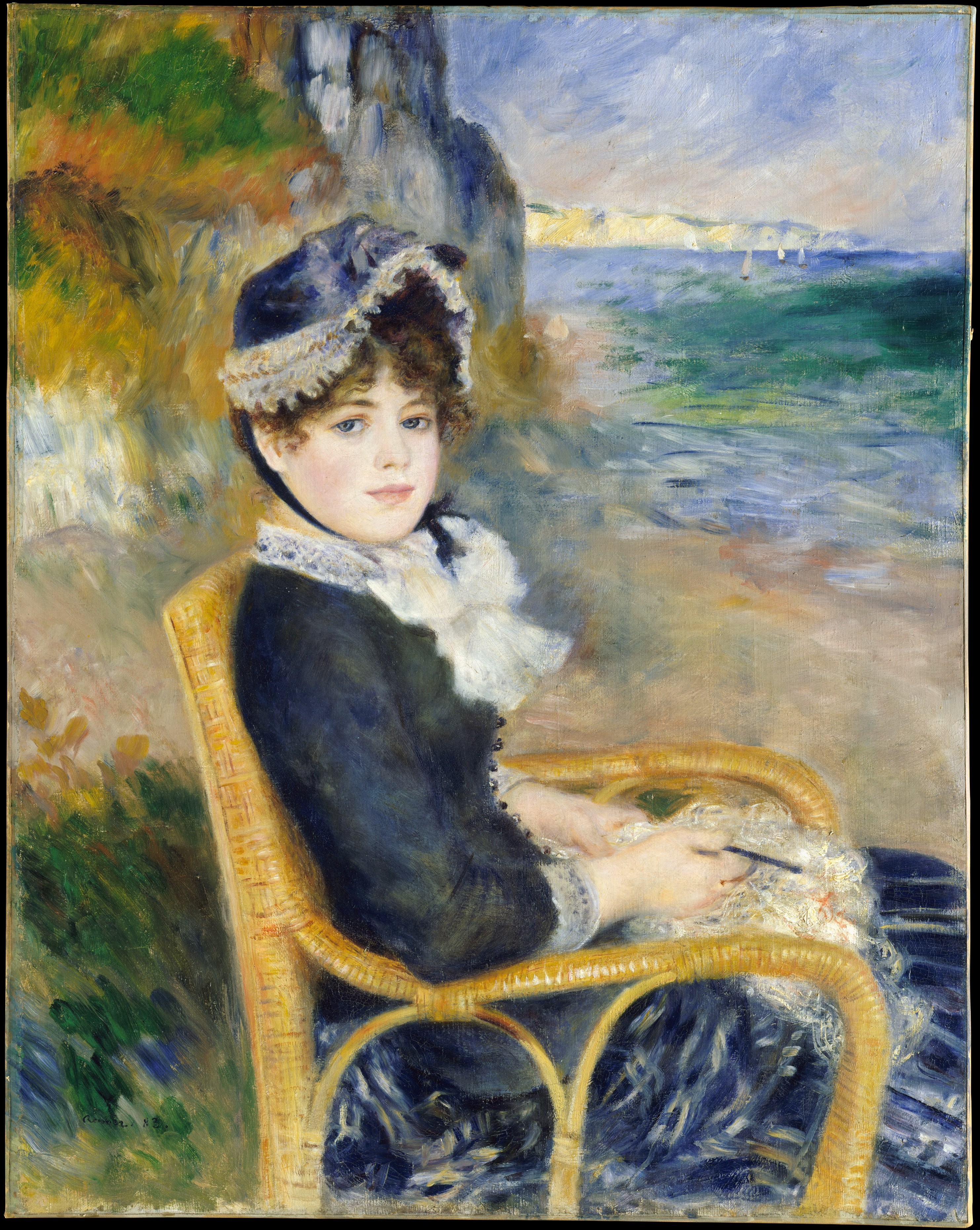
در ساحل، ۱۸۸۳
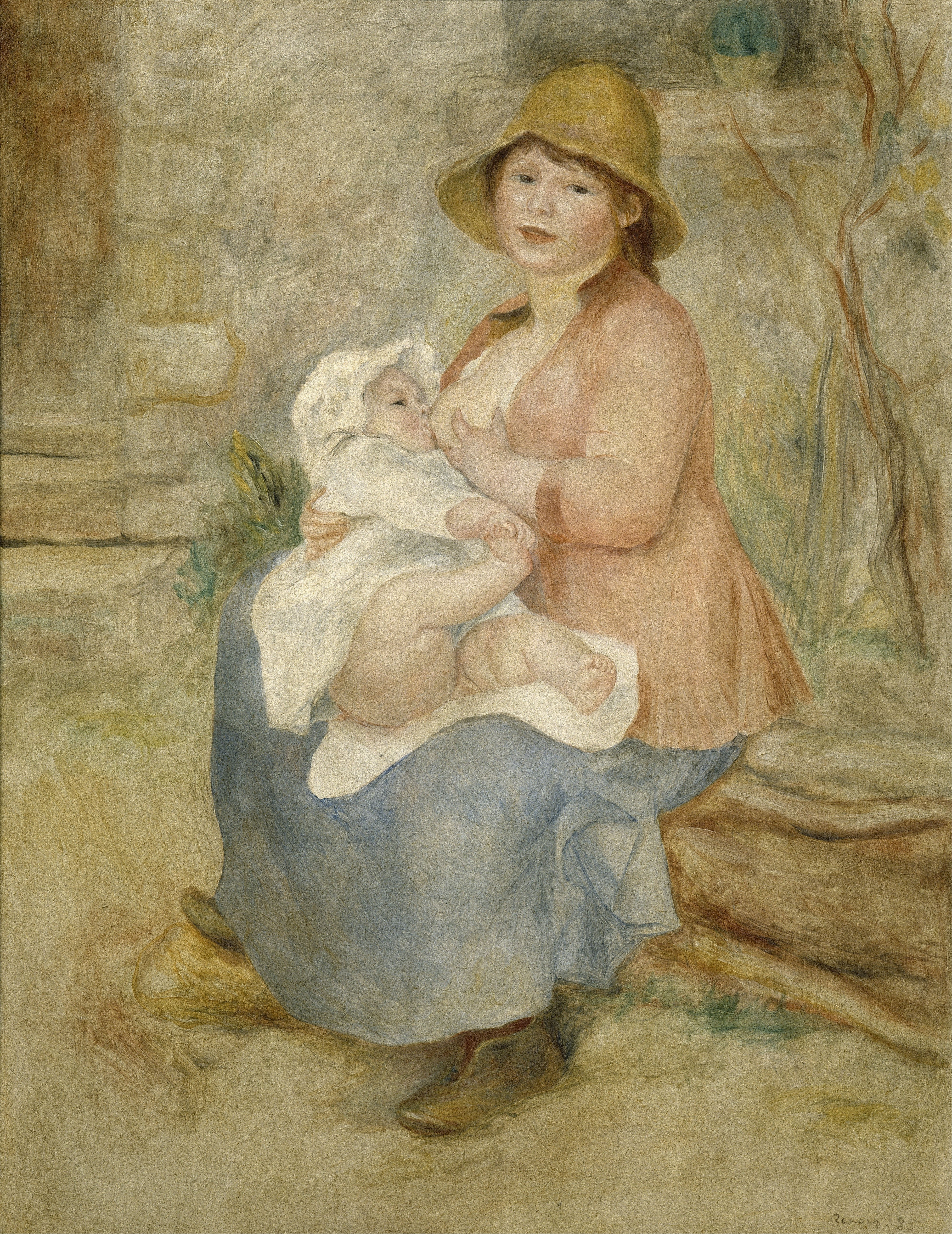
مادر بودن یا فرزند بر پستان، ۱۸۸۵
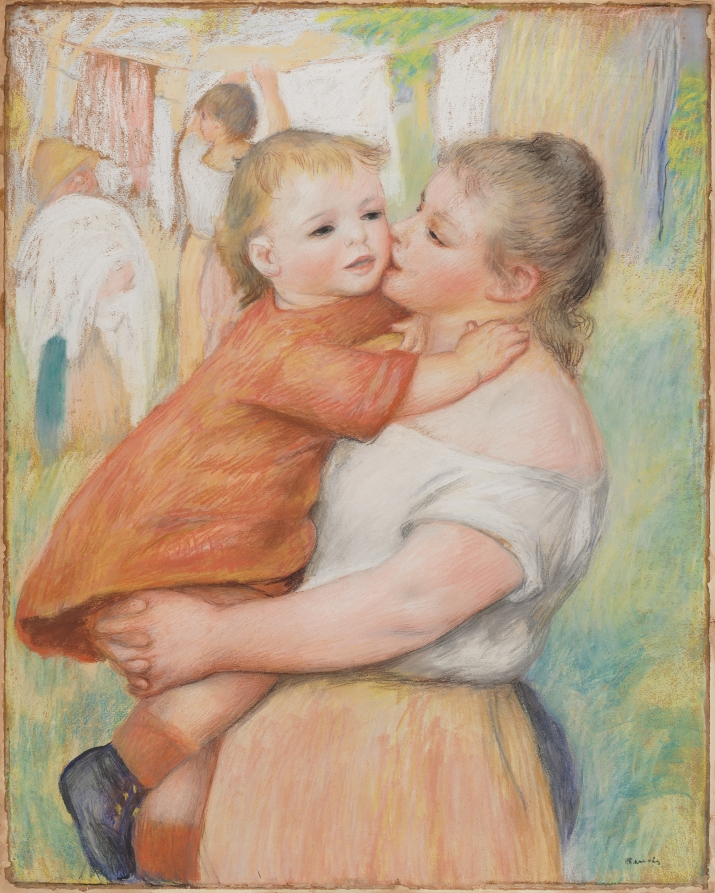
مادر و فرزند، ۱۸۸۶
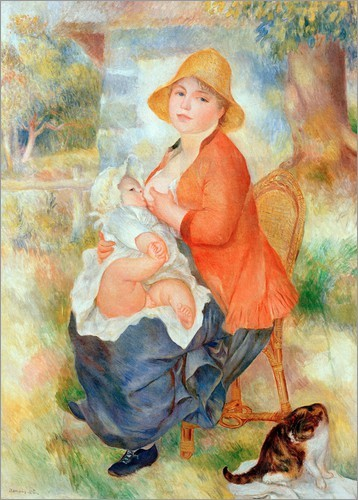
مادر بودن و شیر دادن (آلین و پسرش پی‌یر)، ۱۸۸۶
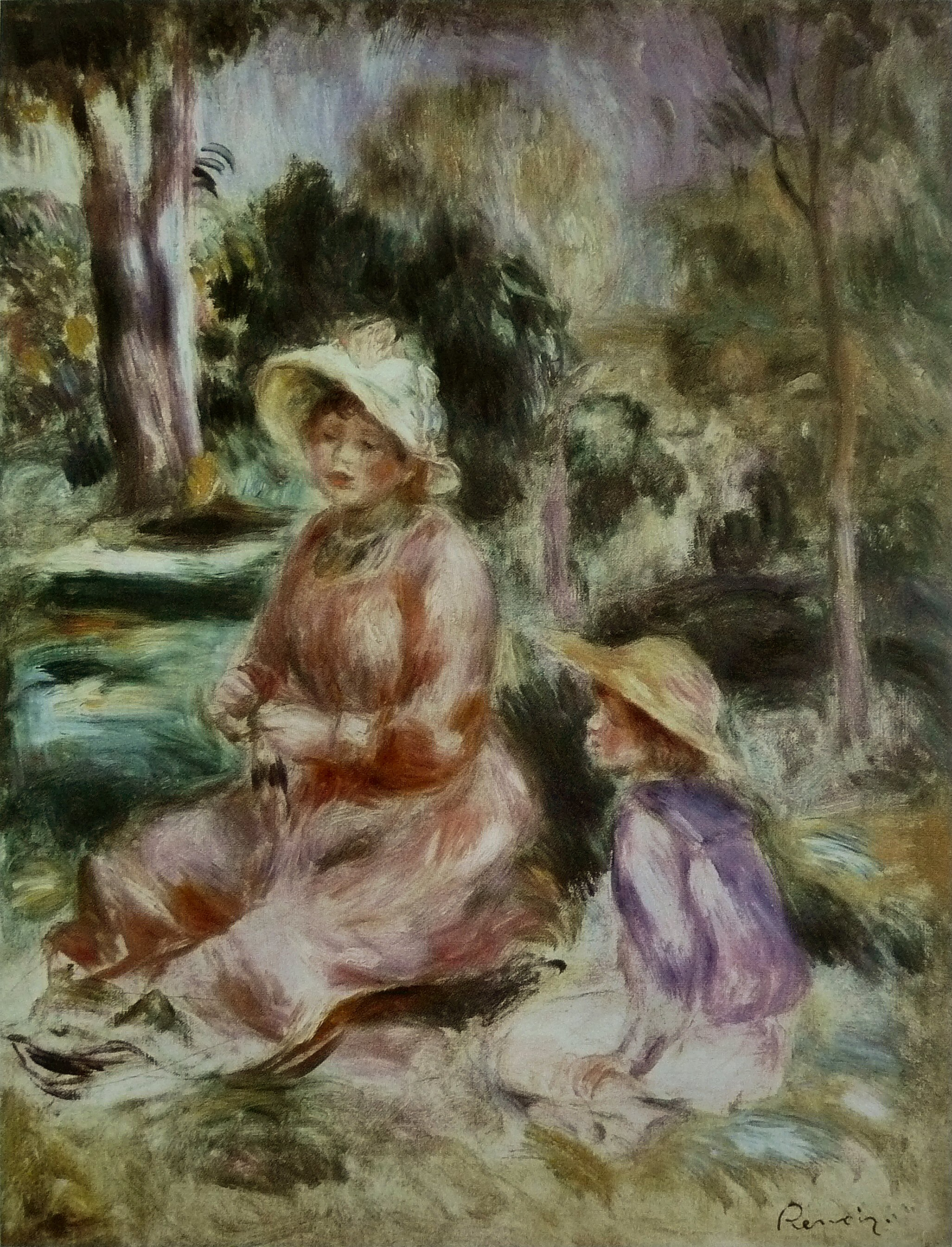
بانو رنوآر و پسرش پی‌یر، ۱۸۹۰
سیب‌فروش، ۱۸۹۰[۱۵]
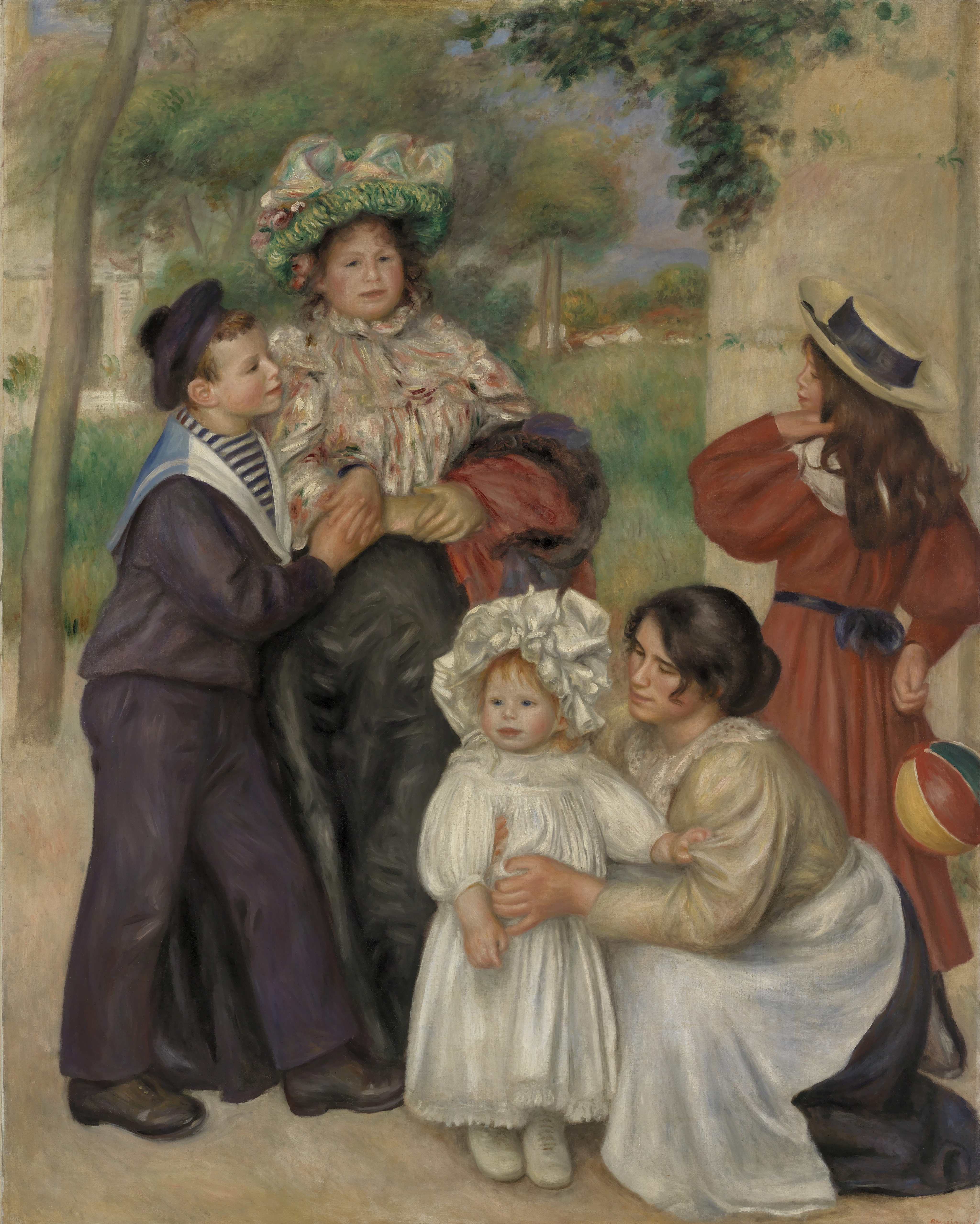
خانوادهٔ هنرمند، ۱۸۹۶[۱۶] آلین کلاه بر سر دارد.
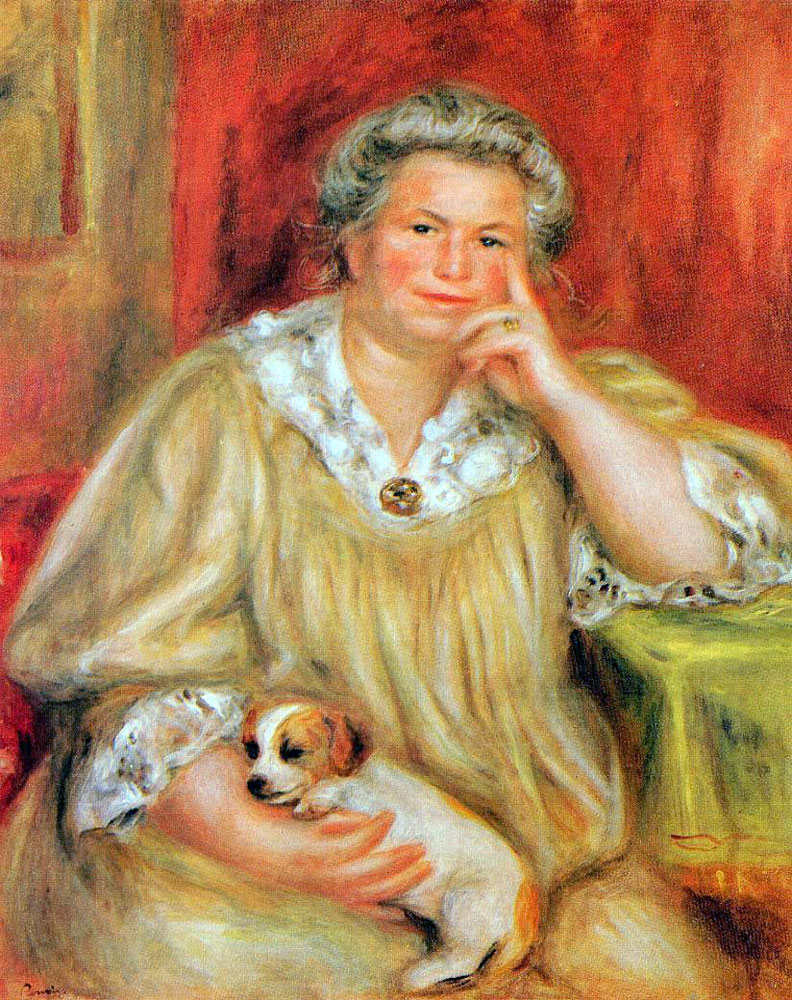
بانو رنوآر و باب، ۱۹۱۰